# Theißen
Theißen là một đô thị thuộc huyện Burgenland, bang Sachsen-Anhalt, Đức. Đô thị Theißen có diện tích 5,36 km², dân số thời điểm ngày 31 tháng 12 năm 2006 là 1915 người.